# Opinga

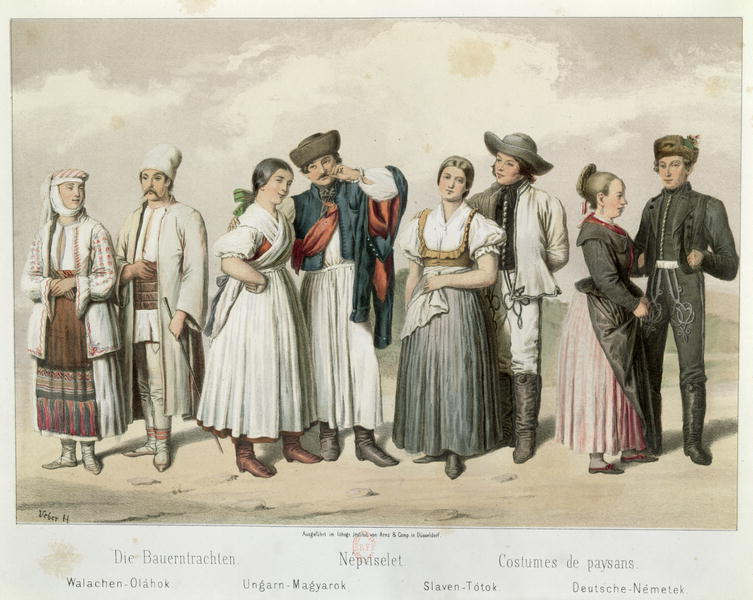
Sur cette illustration austro-hongroise de Valaques, de Magyars, de Slovaques et d'Allemands de Hongrie, les premiers sont chaussés d'opingas (opinci).

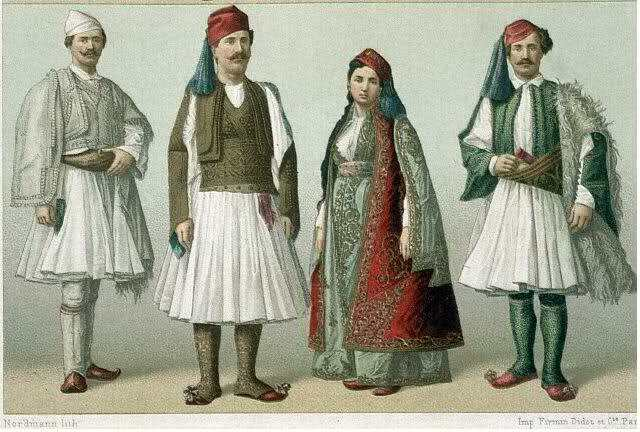
Arnaoutes (Albanais chrétiens) d'Épire et de Macédoine de la seconde moitié du XIXe siècle vêtus de fustanelles et chaussés d'opingas.

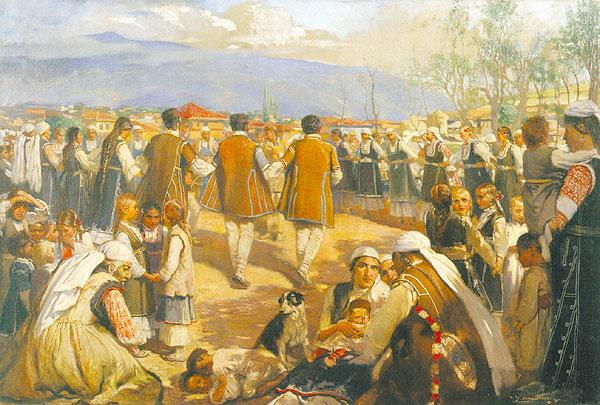
Danseurs macédoniens de horo du XIXe siècle chaussés d'opingas.

Les opingas (guègue : apânga, bulgare et autres langues slaves méridionales Opanak (en), roumain opincă - pluriel opinci) sont des chaussures traditionnelles d'été en cuir portées dans les Balkans en Albanie, Kosovo, Serbie, Monténégro, Bosnie-Herzégovine, Macédoine du Nord, Bulgarie, Roumanie, Moldavie et Grèce (par les Arvanites) ainsi qu'en Italie par les Arberèches. Elles sont faites d'une seule pièce de peau de cuir, liée au pied et à la cheville par des bandelettes de cuir. Au Kosovo et en Épire, on les orne avec des tressages de laine colorée ou avec des pompons de laine noire ou rouge, pour danser.

## Étymologie
Opinga pourrait venir du proto-albanais api (albanais : hapi) « pas, démarche ».

## Histoire
On trouve des opingas fossilisées dans des sites archéologiques des Balkans datés de 1 400 ans av. J.-C., en Illyrie, Mésie, Dacie et Thrace.
Elles sont représentées au XVIe siècle par le peintre Onufri.
En 1610, Marino Bizzi (en), archevêque de Bar, nota que les hommes de Mirditë portaient des opingas en cuir de vache faites par eux-mêmes.
Les artisans de la caza de Përmet détenaient le monopole du commerce des opingas dans les vilayets ottomans de Scutari et de Yanina jusqu'en 1841, où ce privilège fut révoqué par les réformes du Tanzimat.
Les opingas sont encore vendues à titre de souvenirs touristiques dans les pays où elles furent portées avant la généralisation de la cordonnerie industrielle moderne.

## Galerie

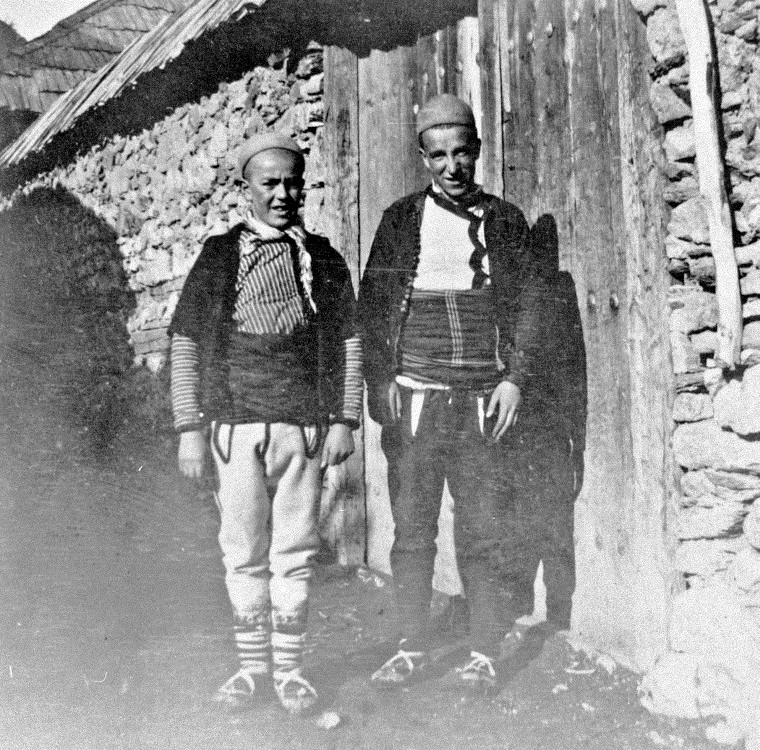
Garçons de Štirovica (Штировица (mk), Macédoine) portant des opingas en 1907.
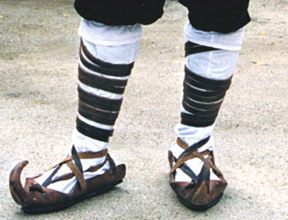
Opingas d'Italie (ciòcie).
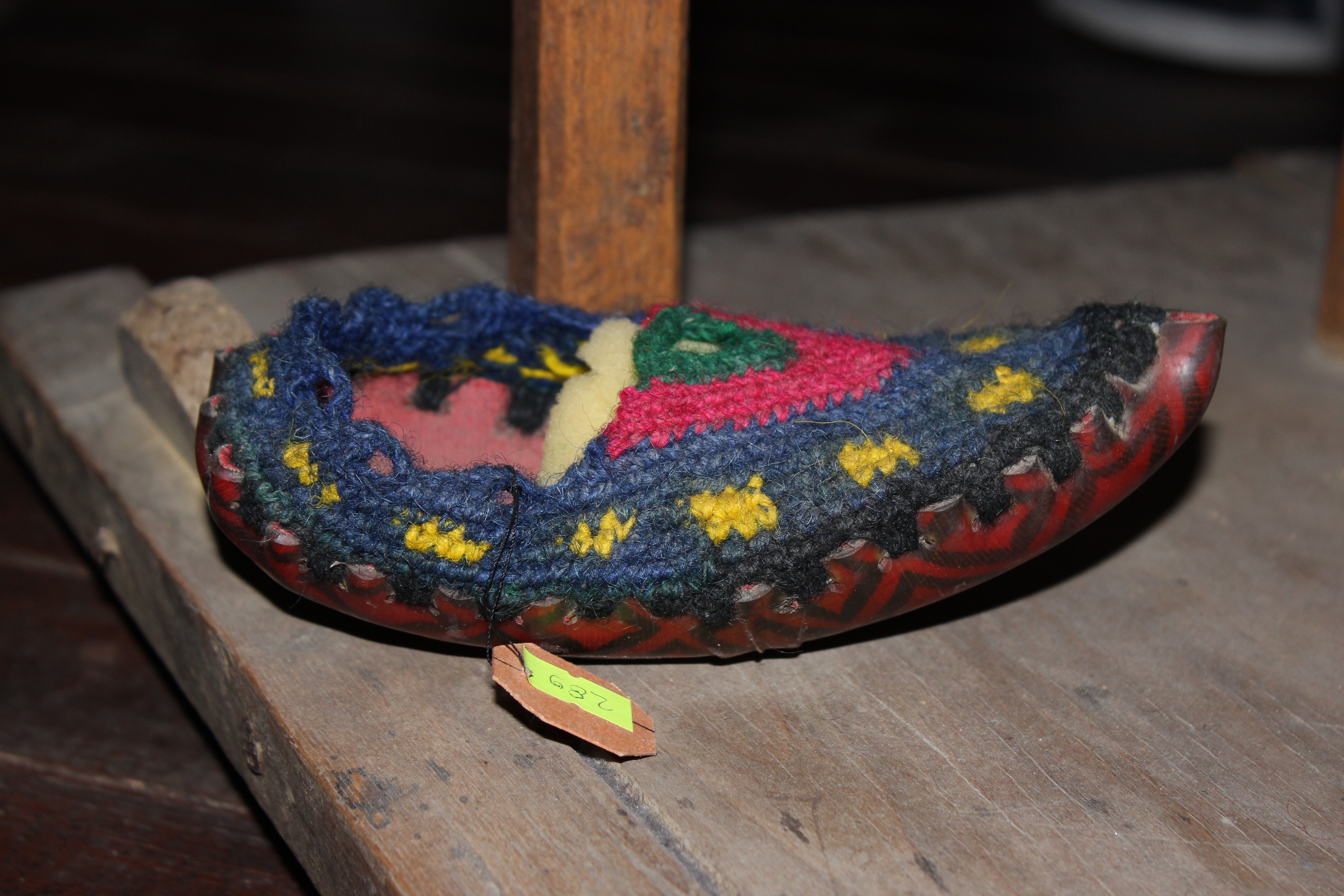
Opinga festive conservée à l'Ethnological Museum, Pristina (en), Kosovo.
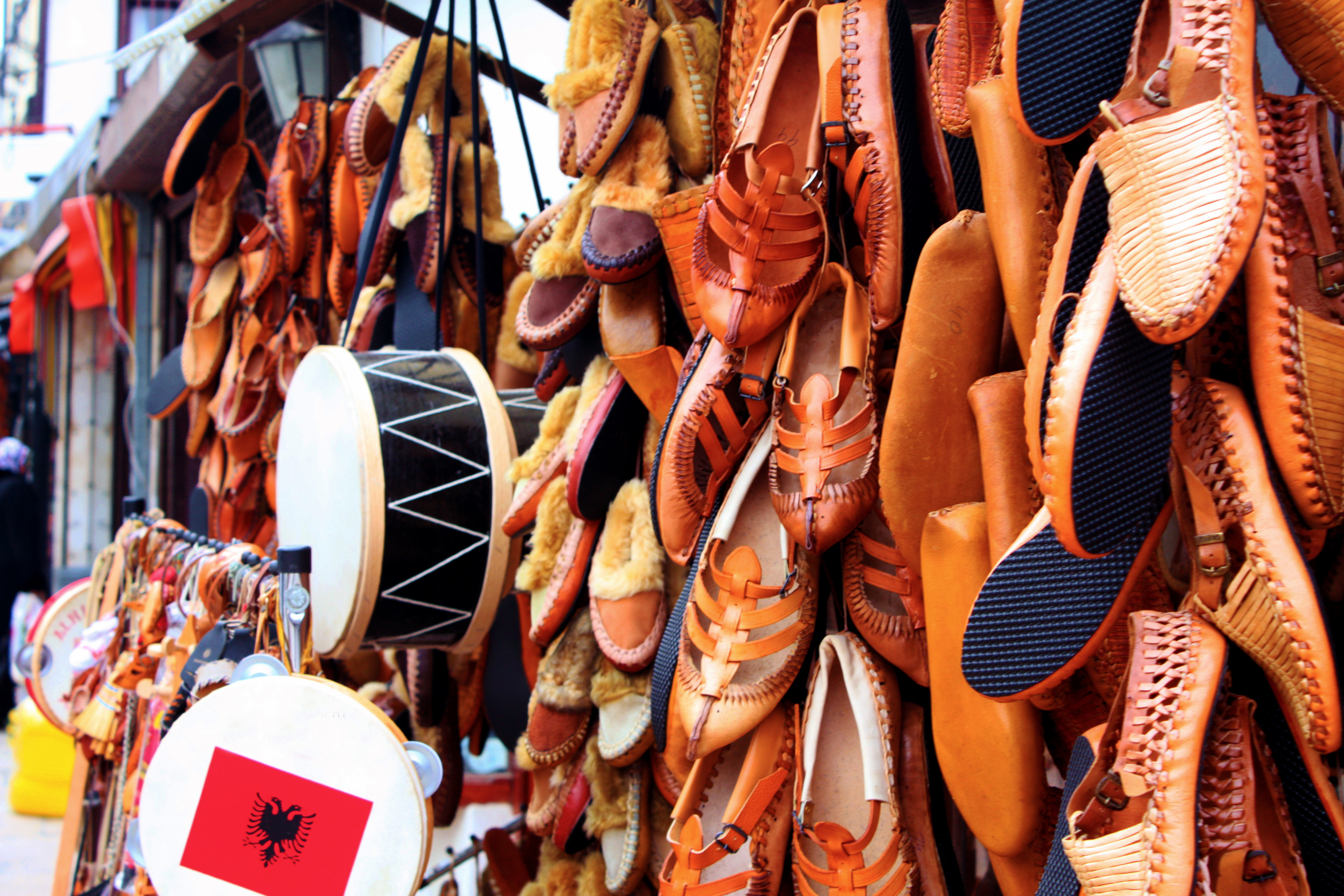
Opingas touristiques à Ferizaj, Kosovo.
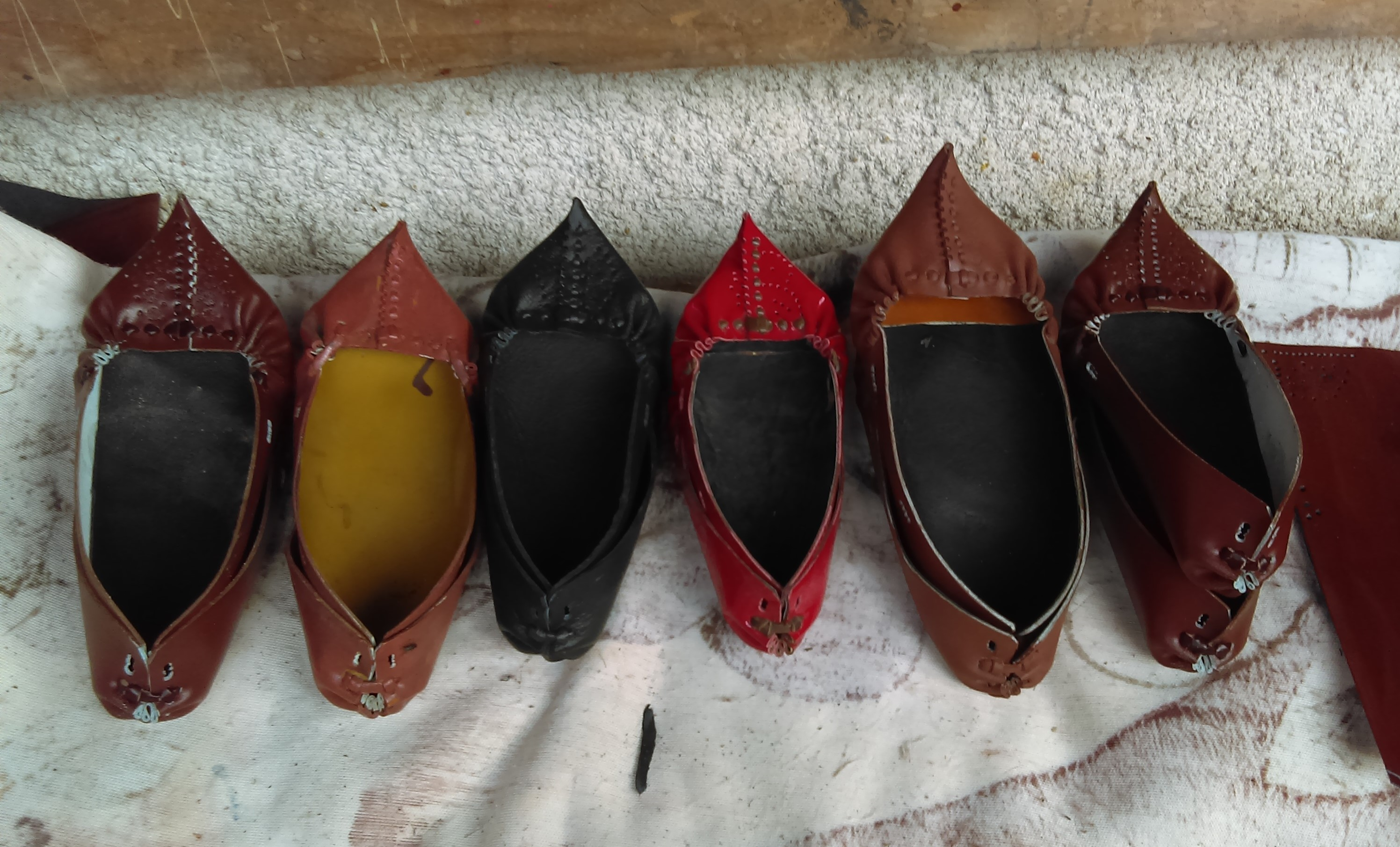
Opinci touristiques roumaines.